# いじわるコンビ
いじわるコンビとは1980年代に活躍したコミックグループでありうなずきトリオの兄弟ユニットにもあたる。

## 来歴
当時『オレたちひょうきん族』のレギュラーであったツービートと紳助・竜介のボケによって結成されたコミックグループで『ひょうきん族』で漫才を披露したこともある。
2005年3月20日放送の『行列のできる法律相談所スペシャル』で16年ぶりに共演を果たした。（その間にも、スーパークイズスペシャルにおいても、共演しており、両者とのやり取りもあった。）

## メンバー
ビートたけし（1947年1月18日-、リーダー）
本名は北野 武（きたのたけし）。ツービートの一員で、相方はビートきよし。
島田紳助（1956年3月24日-、サブリーダー）
本名は長谷川公彦（はせがわきみひこ）。紳助・竜介の一員で、相方は松本竜介。

## 出演番組
- オレたちひょうきん族（フジテレビ系）
- FNSスーパースペシャル1億人のテレビ夢列島（同上）
- FNS27時間テレビ!! みんな笑顔のひょうきん夢列島!!（同上）
- 行列のできる法律相談所（日本テレビ系）
- 笑ってる場合ですよ!（フジテレビ系）[1]
- THE MANZAI（同上）[1]